# Castel di Sangro Calcio 1993-1994
Questa pagina raccoglie le informazioni riguardanti il Castel di Sangro Calcio nelle competizioni ufficiali della stagione 1993-1994.

## Rosa
| N. |                   | Ruolo | Calciatore          |
| -- | ----------------- | ----- | ------------------- |
|    | Italia (bandiera) | D     | Guglielmo Accardi   |
|    | Italia (bandiera) | D     | Antonio Altamura    |
|    | Italia (bandiera) | C     | Marco Arcese        |
|    | Italia (bandiera) | C     | Claudio Bonomi      |
|    | Italia (bandiera) | A     | Emanuele Cancellato |
|    | Italia (bandiera) | C     | Massimo Carnevale   |
|    | Italia (bandiera) | D     | Davide Cei          |
|    | Italia (bandiera) | D     | Gianluca Colonnello |
|    | Italia (bandiera) | P     | Roberto De Juliis   |
|    | Italia (bandiera) |       | Di Ceglie           |
|    | Italia (bandiera) | D     | Pietro Fusco        |
|    | Italia (bandiera) | C     | Massimo Gerundini   |
|    | Italia (bandiera) | D     | Gabriele Lazzerini  |

| N. |                   | Ruolo | Calciatore             |
| -- | ----------------- | ----- | ---------------------- |
|    | Italia (bandiera) | A     | Alessandro Lupo        |
|    | Italia (bandiera) | C     | Massimiliano Maddaloni |
|    | Italia (bandiera) | A     | Emiliano Malaccari     |
|    | Italia (bandiera) | C     | Alessandro Marcellino  |
|    | Italia (bandiera) | D     | Andrea Marinelli       |
|    | Italia (bandiera) | D     | Tonino Martino         |
|    | Italia (bandiera) | C     | Paolo Michelini        |
|    | Italia (bandiera) | D     | Camillo Milani         |
|    | Italia (bandiera) |       | Orsini                 |
|    | Italia (bandiera) | P     | Mirco Piraccini        |
|    | Italia (bandiera) | D     | Giovanni Tenace        |
|    | Italia (bandiera) |       | Veramessa              |